# Gongylus trachelophyllus
Gongylus trachelophyllus är en bönsyrseart som beskrevs av Hermann Burmeister 1838. Gongylus trachelophyllus ingår i släktet Gongylus och familjen Empusidae. Inga underarter finns listade i Catalogue of Life.